# Wendy Wyland
Janna Wendy Wyland VanDerWoude (Jackson, 25 novembre 1964 – Rochester, 27 novembre 2003) è stata una tuffatrice statunitense.

## Biografia
È nata a Jackson nello Stato federato del Mississippi. I suoi genitori sono Vernon Wyland e Beth Wyland; suo fratello Mark, e le sue sorelle Jill e Gayle.
Dall'età di sei anni è stata allenata da Betty Perkins-Carpenter.
Ai campionati mondiali di nuoto di Guayaquil 1982 si è laureata campionessa nel mondo nel concorso della piattaforma 10 metri battendo la tedesca Ramona Wenzel, argento, e la cinese Zhou Jihong, bronzo.
Ha rappresentato gli Stati Uniti d'America ai Giochi olimpici di Los Angeles 1984, vincendo la medaglia di bronzo nel concorso dei tuffi dalla piattaforma 10 metri.
Ai campionati mondiali di nuoto di Madrid 1988 ha ottenuto il bronzo nella piattaforma 10 metri, concludendo la gara alle spalle delle cinesi Chen Lin e Lu Wei.
Nel 2000 ha sposato David VanDerWoude.  Ha avuto una figlia chiamata Abigayle e un figliastro di nome Carley.
Nel 2001 è stata inclusa nell'International Swimming Hall of Fame.
È morta nel 2003 a Rochester all'età di trentotto anni.

## Palmares
- Giochi olimpici

Los Angeles 1984: bronzo nella piattaforma 10 m.
- Mondiali

Guayaquil 1982: oro nella piattaforma 10 m.
Madrid 1986: bronzo nella piattaforma 10 m.
- Giochi panamericani

Caracas 1983: oro nella piattaforma 10 m.; argento nel trampolino 3 m.